# 온플릭
온플릭(본명: 김장겸, 1997년 12월 20일 ~ )은 대한민국의 리그 오브 레전드 프로게이머로 아이디는 OnFleek이다. 포지션은 정글이다.

## 선수 생활
2018년 7월 25일, 팀 배틀코믹스에 입단하면서 커리어를 시작했다. 2018 서머 시즌 샌드박스에서 좋은 모습을 보여주었으며 팀의 승강전 진출에 기여했다. 승강전에서도 좋은 모습을 보여주면서 팀의 승격에 기여했다.
2019 스프링 시즌에서 팀의 주전 정글러로 활동했다. 2019 스프링 시즌 LCK 최고급의 활약을 보여주면서 팀의 포스트시즌 진출에 기여했다. 2019 서머 시즌에서도 좋은 모습을 보이며 팀의 포스트시즌 진출에 이끌었다.
2019 케스파컵에서는 4강전 펜타킬을 기록하는 활약을 보여주면서 팀의 준우승에 기여했다. 2020 스프링 시즌에서는 팀의 부진에 함께 휩쓸리는 모습을 보여주며 팀의 승강전행을 막지 못했다. 승강전에서는 팀의 잔류를 이끌었다. 서머 시즌에서는 준수한 모습을 보여주었다.
2021 시즌을 앞두고 채팅으로 인한 징계를 받게되면서 출전이 정지되었다. 이후 온플릭의 징계 기간 동안 크로코가 주전으로 도약했다. 이후 크로코가 좋은 모습을 보여주면서 서브 멤버로 활동하였다. 2021 시즌 종료 후 팀에서 퇴단했다.
2022 시즌을 앞두고 한화생명 e스포츠에 입단했다. 입단 이후 팀의 주전 정글러로 낙점받았다. 스프링 시즌 초반 좋은 활약을 보여주었지만 시즌이 흐르면서 점차 흔들리는 모습을 보였다. 서머 시즌에는 팀이 최하위로 떨어지는 것에 휩쓸리면서 스프링 시즌과 마찬가지로 좋지 못한 폼을 보여주었다. 2022 시즌 종료 후 팀에서 퇴단했다.

## 소속팀
| # | 팀명             | 소속 기간              | 소속 리그 | 비고 |
| - | ---------------- | ---------------------- | --------- | ---- |
| 1 | 리브 샌드박스    | 2018.07.25~2021.11.14  | CK LCK    |      |
| 2 | 한화생명 e스포츠 | 2021.12.07~ 2022.11.22 | LCK       |      |

## 수상 내역
- 리그 오브 레전드 챌린저스 코리아 서머 2018 준우승
- 2019 LoL KeSPA컵 울산 준우승